# Hybos palawanus
Hybos palawanus är en tvåvingeart som beskrevs av Frey 1953. Hybos palawanus ingår i släktet Hybos och familjen puckeldansflugor. Inga underarter finns listade i Catalogue of Life.